# Carellie
Carellie ist ein Vorort der Landeshauptstadt Castries im Quarter (Distrikt) Castries im Westen des Inselstaates St. Lucia in der Karibik. 

## Geographie
Der Ort liegt östlich der Hauptstadt im Landesinnern. Im Umkreis schließen sich folgende Verwaltungseinheiten an: Union (N), Almondale (O), Morne Dudon, Hillcrest Gardens (S), Chase Gardens, Bissee und Sunny Acres (W).

## Klima
Nach dem Köppen-Geiger-System zeichnet sich Carellie durch ein tropisches Klima mit der Kurzbezeichnung Af aus.